# Liśnik Duży
Liśnik [pronunciación en polaco: /ˈliɕnik ˈduʐɨ/] es un pueblo en el distrito administrativo de Gmina Gościeradów, dentro del condado de Kraśnik, Voivodato de Lublin, en el este de Polonia. Se encuentra a unos 6 kilómetros al este de Gościeradów, 11 kilómetros al oeste de Kraśnik, y 53 kilómetros al suroeste de la capital regional Lublin.